# Los Andes (departament)
Departament Los Andes (hiszp. Departamento de Los Andes) – departament położony w prowincji Salta. Pod względem powierzchni jest drugim co do wielkości w prowincji Salta za departamentem Rivadavia. Stolicą departamentu jest San Antonio de Los Cobres. Departament jest położony w północno-zachodniej części prowincji po wschodniej stronie Andów. Dużą jego część należy do Puna de Atacama. Na zachodzie graniczy z regionem Antofagasta w Chile. Od południa graniczy z prowincją Catamarca, a od północy z prowincją Jujuy. Od wschodu graniczy z trzema departamentami prowincji Salta: Cachi, La Poma i Chicoana.
W 2010 roku populacja departamentu wynosiła 6181, 2403 mężczyzn i 3400 kobiety.
W skład departamentu wchodzą m.in. miejscowości: San Antonio de Los Cobres, Olacapato, Santa Rosa de los Pastos Grandes, Tolar Grande.